# Timour Shah Durrani
Timour Shah Durrani (Dur-i-Durran = « perle des perles ») né en 1748 à Kandahar et mort le 18 mai 1793 à Kaboul est le deuxième empereur d'Afghanistan de 1772 à 1793. Il succède à son père Ahmad Shâh Durrani. Il est par ailleurs émir de Khorasan, roi du Penjab, roi de Sind, roi de Mashhad et roi du Cachemire.

## Chaos du début du règne
Le règne de Timour Shah commence en 1772 et dure 21 ans. Le jeune Timour alors âgé de 24 ans est déjà un administrateur et un commandant confirmé. En effet pendant le règne de son père, Ahmad Shah, Timour Shah est gouverneur de Lahore, de Multan et de Herat mais aussi vice-roi du Penjab et du Cachemire. Contrairement à son père, Timour Shah n'a jamais aimé le faste et les conquêtes militaires, la priorité du jeune souverain est de contenir son empire dans ses limites de l'époque ce qui se révèle déjà extrêmement complexe.
Timour Shah accède au trône dans un climat de confusion et de guerres d'influence dans les coulisses. N'ayant laissé aucune instruction ni protocole quant à sa succession, Ahmad Shah, le premier padishah, a rendu compliquée la succession au trône afghan. Pour les dirigeants de l'époque, le fait que Timour Shah ait eu la préférence de son père n'était pas un secret. Le jeune Timour Shah avait montré ses capacités de gestionnaire et de bon chef militaire en gouvernant des provinces les plus difficiles (hormis Herat). Il a également assuré la vice-régence du Penjab, une région de l'empire très difficile à gouverner à cause des dissensions internes et des attaques incessantes des Sikhs. Malgré le fait indéniable que Timour Shah ait eu la préférence et la confiance de son père, les chefs de tribus, notamment les chefs Ghilzai (adversaires traditionnels des Durrani) ne souhaitent pas voir Timour Shâh succéder à son père, très probablement parce que d'une part le jeune Timour n'avait pas le charisme de son père et d'autre part il était très indépendant ce qui ne convient pas aux chefs de tribus qui préfèrent un padishah facilement contrôlable.
C'est ainsi que le vizir d'Ahmad Shah, Shah Wali Khan Bomezaï convainc son beau-fils et frère cadet de Timour Shah, le prince Sulayman Khan à revendiquer le trône en 1773. Alors loin de la capitale, Timour Shâh, apprend la nouvelle de l'intronisation de son frère Sulayman Khan comme padishah de Kandahar, alors capitale de l'Empire. Ce fait inacceptable le pousse à marcher sur la capitale, il est soutenu par tous les clans de la tribu Durrani. La ville oppose une forte résistance sur l'ordre de Shah Wali Khan Bomezaï afin de protéger Sulayman Khan mais il échoue finalement dans son entreprise d'installer au pouvoir un padishah pantin.
Shah Wali Khan Bomezaï tente en vain de se faire pardonner par Timour Shah mais ce dernier veut en faire un exemple et ordonne à sa garde impériale de le décapiter, alors qu'il demande audience. Ce châtiment a pour conséquence de calmer toutes les tentatives de coup d'État pour une courte durée mais attise la haine des tribus Ghilzai à laquelle appartenait Shah Wali Khan Bomezaï. Le jeune Timour entre dans la ville de Kandahar et se fait couronner padishah de l'empire afghan.

### Les difficultés de son règne et le transfert de la capitale
Sous le règne de Timour Shah, l'Afghanistan connait une relative stabilité mais reste rongé par des dissensions internes, notamment parmi les familles pachtounes, l'ethnie dont est issue la famille royale. Deux branches de Pachtounes se battent, depuis la création du pays, pour le pouvoir : ce sont les tribus Ghilzai et Durrani.
Timour Shah se sent à l'étroit dans sa capitale Kandahar où il est sans cesse pris à partie par certains membres de sa cour. Fatigué des agissements de la cour qui provoque la révolte de 1774 et proclame padishah un certain Abdul Khaliq Khan, Timour Shah décide de transférer la capitale de Kandahar à Kaboul en 1776. La révolte de la cour tient à deux faits majeurs : les chefs de tribus entendent profiter de la mort d'Ahmad Shah pour étendre leur pouvoir féodal déjà considérable que Timour Shah commence à réduire sous son règne, et parce que le jeune souverain est très indépendant, refusant de suivre les chefs de clan. Afin de minimiser les risques de coup d'État et son éventuel assassinat, Timour Shah choisit Kaboul pour capitale. Plusieurs raisons l'ont poussé à choisir la ville de Kaboul. D'abord la ville est très appréciée de plusieurs souverains qui en avait fait leur capitale avant Timour Shah, comme l'empereur Babur Shah, surnommé d'ailleurs le roi de Kaboul. En outre la ville est appréciée pour sa fraîcheur, bien loin de la chaleur écrasante de Kandahar. Par ailleurs la ville est prospère et elle est le centre des arts, de la culture et des sciences du  royaume. Son multiculturalisme permet d'amoindrir le rôle des pachtounes assoiffés de pouvoir.

### Mort suspecte de Timour Shah et deux siècles d'instabilité
Timour Shah est finalement assassiné, probablement par empoisonnement le 20 mai 1793. En tout cas sa mort reste suspecte et ne sera jamais élucidée. Il se portait très bien comme tous les guerriers aguerris si bien que sa mort subite laisse interrogatif. Son tombeau à Kaboul reste inachevé.
L'empereur Timour commet finalement la même erreur que son père en ne désignant pas clairement son successeur et ne  mettant pas en place un protocole de succession. Néanmoins, il laisse entendre que son préféré est son fils Zaman Shah qui est d'ailleurs élevé au rang de gouverneur de Kaboul alors la fonction la plus prestigieuse après celle de chef de l'État.
La mort subite de Timour Shah et l'absence d'héritier au trône clairement désigné plonge l'Afghanistan dans une profonde instabilité qui durera deux siècles et que les Britanniques sauront exploiter au détriment des Afghans tout au long du XIXe siècle.

## Titre complet en persan
Inayat-i-Ilahi Padshah-i-Adl Gustar Khusrawi 'Alam Panah Mazhar-i-Lutfu'llah Zill-i-Haq  Timour Shâh Bahadur, Dur-i-Durran, Padishah-é Afghanéstan